# Leucochlaena hirta
Leucochlaena hirta là một loài bướm đêm trong họ Noctuidae.